# わがまま (岩崎宏美のアルバム)
『わがまま』は、岩崎宏美の17枚目のオリジナル・アルバム。1986年7月21日発売。発売元はビクター音楽産業。
規格品番はSJX-30302(レコード)、VDR-1250(CD)。

## 概要
アルバムタイトルの「わがまま」は、岩崎本人の考案によるもの。前々作『戯夜曼』からジャケットのビジュアル・イメージが大幅に変更され、本作はファンの間で ″帽子三部作″ としても知られている。ジャケット写真の撮影は立木義浩が担当している。
シングル「好きにならずにいられない」、NHKの紀行番組『小さな旅』のテーマソングとして使用され、先行シングルとしても発売された「小さな旅」を収録。A面3曲目「姫ごころ」は、翌1987年4月に発売されたシングル「最初の恋人達」のB面曲としてリカットされた。
2007年に紙ジャケットで復刻された際には、18枚目のシングル「万華鏡」のB面曲「泣きながら目覚めて」(1979.9.15)、39枚目のシングル「好きにならずにいられない」のシングル・バージョンとそのB面曲「春乙女」(1986.2.5)に加えて、前作『cinéma』に引き続き過去のヒット曲のオリジナル・カラオケ6曲がボーナス・トラックとして追加収録され『わがまま + 9』としてリリースされた。オリジナル盤にデジタルリマスターが施されて発売されている。

## 収録曲

### オリジナル盤

#### Side A
1. 真昼のSILVER MOON
作詞：山川啓介 / 作曲・編曲：山川恵津子
2. 恋人以上
作詞：山川啓介 / 作曲・編曲：山川恵津子
3. 姫ごころ
作詞：佐藤ありす / 作曲：花岡優平 / 編曲：山川恵津子
4. もういちど…
作詞：山川啓介 / 作曲・編曲：山川恵津子

#### Side B
1. 小さな旅
作詞：山川啓介 / 作曲：大野雄二 / 編曲：奥慶一
2. 道がめざめる時
作詞：山川啓介 / 作曲・編曲：山川恵津子
3. SEE YOU AGAIN
作詞：佐藤ありす / 作曲：花岡優平 / 編曲：山川恵津子
4. カサノバL
作詞：松井五郎 / 作曲・編曲：山川恵津子
5. 好きにならずにいられない
作詞：松井五郎 / 作曲・編曲：山川恵津子

### CD（2007年盤）
1. 真昼のSILVER MOON
2. 恋人以上
3. 姫ごころ
4. もういちど…
5. 小さな旅
6. 道がめざめる時
7. SEE YOU AGAIN
8. カサノバL
9. 好きにならずにいられない

#### ボーナス・トラック
1. 好きにならずにいられない（シングルバージョン）
作詞：松井五郎 / 作曲：山川恵津子 / 編曲：奥慶一
  - 39枚目のシングルA面曲。
2. 春乙女
作詞：松井五郎 / 作曲・編曲：山川恵津子
  - 「好きにならずにいられない」のB面曲。
3. 泣きながら目覚めて（シングルバージョン）
作詞：三浦徳子 / 作曲・編曲：馬飼野康二
  - 18枚目のシングル「万華鏡」のB面曲。
4. 思秋期（オリジナル・カラオケ）
作曲・編曲：三木たかし
5. 二十才前（オリジナル・カラオケ）
作曲・編曲：穂口雄右
6. あざやかな場面（オリジナル・カラオケ）
作曲：三木たかし / 編曲：三木たかし・船山基紀
7. シンデレラ・ハネムーン（オリジナル・カラオケ）
作曲・編曲：筒美京平
8. さよならの挽歌（オリジナル・カラオケ）
作曲・編曲：筒美京平
9. 万華鏡（オリジナル・カラオケ）
作曲・編曲：馬飼野康二